# Francisco Palanco
Francisco Palanco o Polanco (Campo Real, provincia de Madrid, 1657 - Jaca, 1 de octubre de 1720), teólogo mínimo, obispo de Jaca, uno de los que reaccionaron contra los novatores o preilustrados españoles. 

## Biografía
Muy joven llegó a Madrid y profesó en la Orden de los Mínimos, ingresando hacia 1673 en el convento de Nuestra Señora de la Victoria, derribado a mediados del siglo XIX. Más tarde pasó a la Universidad de Salamanca para estudiar Filosofía y Teología, y en Salamanca se ordenó sacerdote. La orden mínima lo nombró prefecto de Estudios de su Colegio en Salamanca, vicario general de su Orden, varias veces provincial de la misma en Castilla; fue también calificador del Santo Oficio y examinador sinodal de Toledo. El mismo Felipe V, que lo apreciaba mucho, lo nombró consejero suyo y Visitador de todas las bibliotecas de España. Fue propuesto para obispo de Panamá, cargo que rechazó, aunque no pudo negarse a aceptar el de Jaca en 1717; celebró sínodo diocesano y visitó todo el obispado y murió en 1720. El fraile mínimo Jerónimo Bela publicó en su memoria un Sermón fúnebre en las honrosas exequias del Ilustríssimo y Reverendíssimo Señor d. Fr. Francisco Palanco, insigne escritor destos tiempos y Digníssimo Obispo de Jacca, Madrid, 1721.
Imprimió en Madrid su Cursus Philosophicus en tres partes o tomos entre 1695 y 1697, su obra más famosa, muy reimpresa. Encabezó su libro con una ferviente dedicatoria al Doctor Angélico Santo Tomás de Aquino. En este libro, y sobre todo en su complementario Dialogus Physico-Theologicus (Madrid, 1714) se dedica a combatir las ideas cartesianas y gasendistas que tímidamente comenzaban a introducirse en España usando la dialéctica escolástica, colocándose como «thomista contra atomistas»; su aversión por los atomistas o gassendianos se acentuó después de publicado su Cursus Philosophicus, cuando leyó una primera formulación de esas teorías en una obra del poeta, académico de la Lengua y caballero de la Orden de Alcántara Gabriel Álvarez de Toledo, su Historia de la iglesia y del Mundo que contiene los sucesos de su creación hasta el Diluvio (1713), que suscitó la escritura del Dialogus Physico-Theologicus. Sus ataques, sin embargo, formulados desde un punto de vista teológico escolástico y contra los seguidores de Descartes más que contra Descartes mismo, provocaron la repulsa de varios compañeros de su orden, entre ellos Emmanuel Maignan, y uno de ellos, el también francés Jean Saguens, informado por el novator español Diego Mateo Zapata, impugnó sus afirmaciones en Athomismus demonstratus et vindicatus ab impugnationibus philosophico-theologicis (1715); es más, al francés se unió el «Profesor Theologo Don Francisco de la Paz» con otra vindicación fechada en Málaga a 14 de agosto de 1714, la Carta al padre Palanco sobre Descartes y un tal Alejandro de Avendaño, pseudónimo de otro fraile mínimo, Juan de Nájera, que escribió unos Diálogos filosóficos en defensa del atomismo y respuesta a las impugnaciones aristotélicas del R. P. M. Fr. Francisco Palanco. Palanco contestó con más acrimonia que razones y quedó vencido por el malagueño.

## Obras
- Tractatus de Providentia Dei concordata cum humana libertate et sanctitute divina (Salamanca, 1692)
- Tractatus de conscientia humana in comuni et in particulari (Salamanca, 1694)
- Tractatus de divino verbo incarnato (Madrid, 1700).
- Cursus philosophicus, iuxta miram angelici Praeceptoris Doctrinam Digestus tomus primus, Salamanca, 1695)
- Cursus philosophicus pars secunda continens octo libris physicorum (Madrid, 1696
- Cursus philosophicus pars tertia continens duos libros de questione elementis ac meteoris, unum de coelo, tres de anima et metaphysica (Madrid, 1697)
- Dialogus Physico-Theologicus contra Philosophiae novatores, sive thomista contra atomistas: cursus philosophici tomus quartus  (Madrid, 1714)
- Tractatus de fide theologica (Madrid, 1701)
- Tractatus duo de spe et charitate (Madrid)
- Tractatus de Deo uno (2 vols, Madrid, 1706)
- Tractatus de peccabilitate et impeccabilitate creaturae intellectualis (2 vols. Madrid, 1713)
- Tractatus de divino verbo incarnato ad mentem angelici praeceptoris D.Thomae Aquinatis” (2 vols, Madrid, 1722.